# دروبتا-تورنو سورین
شهر دروبتا-تورنو سورین (به رومانیایی: Drobeta-Turnu Severin) در شهرستان مهدینتسی در کشور رومانی واقع شده‌است. جمعیت این شهر ۱۰۴٬۰۳۵ نفر است. در ارتفاع ۶۵ متر از سطح دریا واقع شده‌است.